# Henads Blisnjuk
Henads Blisnjuk (belarussisch Генадзь Блізнюк, engl. Transkription Henadz Blizniuk, auch russisch Геннадий Петрович Близнюк – Gennadi Petrowitsch Blisnjuk – Gennadiy Bliznyuk; * 30. Juli 1980 in Swetlahorsk) ist ein belarussischer ehemaliger Fußballspieler.

## Karriere
Blisnjuk kam über die unterklassigen Teams Energija Schlobin (3. Liga) und Kamunalnik Swetlahorsk (2. Liga) 1999 zum Erstligaklub FK Homel. Nach drei eher durchwachsenen Jahren bei Homel konnte er 2002 erstmals zu Saisonende eine zweistellige Torausbeute vorweisen und wurde ein Jahr später mit 18 Treffern gar Torschützenkönig. Nach je einem Pokal- und Meistertitel wechselte er 2004 zum russischen Zweitligisten Sokol Saratow. Mitte 2005 kehrte er wieder nach Belarus zurück, nachdem Sokol unmittelbar vor dem Absturz in den russischen Amateurfußball stand und schloss sich dem aufstrebenden Erstligisten BATE Baryssau an.
Neben dem Double in der Saison 2006, gewann er 2007 und 2008 zwei weitere Male die belarussische Meisterschaft. 2008 qualifizierte man sich nach Siegen über Reykjavík, Anderlecht und Sofia zudem als erste belarussische Mannschaft überhaupt für die Gruppenphase der UEFA Champions League. Blisnjuk hatte daran mit drei Toren während der Qualifikation seinen Anteil. Mit drei Unentschieden in der Gruppenphase (zwei gegen Juventus Turin, eines gegen Zenit St. Petersburg) schlug man sich achtbar. Anfang 2009 wechselte er ablösefrei zum deutschen Zweitligaklub FSV Frankfurt. Von 2009 bis 2010 verweilte er beim FK Sibir Nowosibirsk, von da kam er 2010 zu Belschyna Babrujsk und wechselte von diesen noch im gleichen Jahr zum FK Olimpik Baku, den er allerdings ebenfalls nach nur wenigen Monaten im Winter 2010/11 verließ, um erneut zu Belschyna Babrujsk zurückzukehren.

## Erfolge
- Belarussischer Meister: 2003, 2006, 2007, 2008
- Belarussischer Pokalsieger: 2002, 2006
- Torschützenkönig der Wyschejschaja Liha: 2003 (18 Tore), 2008 (16 Tore, gemeinsam mit Teamkollege Wital Radsiwonau)